# 성문규
성문규(1973년 8월 6일 ~ )는 대한민국의 현직 아나운서이다.

## 학력
- 한양대학교 신문방송학과 졸업

## 주요 경력
- 1998년 11월 A&C코오롱 사원
- 2001년 6월 EBS 아나운서
- 2003년 3월 YTN 앵커 및 기자
- 2013년 7월 JTBC 정치부 기자
- JTBC 사회 1부 기자
- JTBC 뉴스제작2부 기자
- JTBC 사회 2부 차장대우
- JTBC 사회 1부 차장대우
- JTBC 보도제작1부 차장대우
- JTBC 국제부 차장
- JTBC 차장
- JTBC 뉴스제작2팀 차장
- JTBC 뉴스제작2부장
- JTBC 아침뉴스부장
- JTBC 모바일운영제작국 모바일D뉴스팀
- JTBC 뉴스콘텐트국 부장
- 2024년 4월 YTN 앵커 (재입사)

## 출연작

### 현재 뉴스 프로그램
- YTN 뉴스NIGHT (평일, 2024년 5월 1일 ~ 현재)
- YTN 뉴스와이드 (주말)
- YTN 24 (주말)
- 글로벌Y

### 과거 뉴스 프로그램
- JTBC 《JTBC 뉴스현장》(2014년 6월 16일 ~ 9월 19일/2015년 1월 10일 ~ 1월 24일, 토요일 진행/2018년 10월 1일 ~ 2019년 4월 15일)
- JTBC 《JTBC 뉴스룸》(JTBC, 2015년 2월 18일 ~ 2월 20일, 2016년 12월 16일 ~ 2017년 1월 1일 부중 임시 진행/2016년 7월 15일 ~ 7월 24일, 2016년 10월 10일 ~ 10월 13일, 주말 임시 진행)
- JTBC 《JTBC 뉴스 아침&》(JTBC, 2017년 2월 6일 ~ 2017년 8월 11일, 2022년 1월 10일 ~ 2022년 2월 4일)